# Налимовский сельсовет (Курганская область)
Налимовский сельсовет — упразднённое сельское поселение и соответствующая административно-территориальная единица в Лебяжьевском районе Курганской области Российской Федерации.
Административный центр — село Налимово.

## История
Статус и границы сельского поселения установлены Законом Курганской области от 4 ноября 2004 года № 717 «Об установлении границ муниципального образования Налимовского сельсовета, входящего в состав муниципального образования Лебяжьевского района».
10 декабря 2020 года Налимовский сельсовет упразднён в связи с преобразованием Лебяжьевского муниципального района в муниципальный округ.

## Население
| 1989 | 2002 | 2004 | 2010 | 2012 | 2013 | 2014 |
| ---- | ---- | ---- | ---- | ---- | ---- | ---- |
| 580  | ↗595 | ↘565 | ↘374 | ↘359 | ↘337 | ↘301 |
| 2015 | 2016 | 2017 | 2018 | 2019 | 2020 |      |
| ↘279 | ↘270 | ↗272 | ↘260 | ↗261 | ↘259 |      |

## Состав сельского поселения
| № | Населённый пункт | Тип населённого пункта       | Население |
| - | ---------------- | ---------------------------- | --------- |
| 1 | Налимово         | село, административный центр | ↘336      |
| 2 | Светлое          | деревня                      | ↘38       |